# Dicranolejeunea atrata
Dicranolejeunea atrata là một loài Rêu trong họ Lejeuneaceae. Loài này được (Mitt.) Vanden Berghen mô tả khoa học đầu tiên năm 1953.